# Debut (film fra 2014)
 For alternative betydninger, se Debut (flertydig). (Se også artikler, som begynder med Debut)
Debut er en dansk kortfilm fra 2014 instrueret af Mads Riisom.

## Handling
Anders er en guttermand, en vennernes ven og dukker gerne op, når der er fest og sprut i stride strømme. Og mulighed for at score. Men han går og gemmer på en hemmelighed. Til en fest møder Anders en kvinde, der er lidt ældre end ham. Hun virker frisk og interesseret i Anders, og de ender i hendes lejlighed. Nu skal der ske noget.